# Villafrechós
Villafrechós és un municipi de la província de Valladolid a la comunitat autònoma espanyola de Castella i Lleó. Correspon al partit judicial de Medina de Rioseco, diòcesi de Lleó, i està situada a 54 km. de la capital de la província, 14 del cap de partit i a 8 de l'estació de ferrocarril de Barcial de la Loma, que és la més propera, amb la qual i amb Medina està unida per carretera.
La localitat està situada al nord dels Montes Torozos, en plena comarca natural de Tierra de Campos. Terreny en general pla, banyat per afluents del riu Sequillo. Produeix cereals, llegums, vins, hortalisses i una mica de fruita; cria de bestiar lanar, boví i mular; fàbrica de farines.
La seva església parroquial és cap d'arxiprestat. En un document del 27 de març de 1131 es dona a aquesta localitat el nom de Villafructuoso. En 1448 posseïa en ella un palau el rei Joan II, que va enviar construir al seu alcaide a Villafrechós el marquès de Villatoro.
Durant les Comunitats s'hi van allotjar Pedro Girón i el bisbe Acuña quan anaven sobre Medina de Rioseco. En acabar el segle XVI era cap de la terra del seu nom a la província de Valladolid, amb 428 veïns piters, i arxiprestat també del seu nom al bisbat de Lleó, amb 4 piles baptismals i 205 feligresos; el 1646 els veïns estaven reduïts a 174. Al segle XVIII figura com a vila senyorial amb alcalde major d'aquesta denominació en el partit de Rioseco.

## Demografia
La pèrdua d'habitants en la primera meitat del segle XX es notoria; ja que el 1910 contaba amb 1561 habitants.
| 1920 | 1996 | 1998 | 1999 | 2000 | 2001 | 2002 | 2003 | 2004 | 2005 | 2006 | 2020 | 2024 |
| ---- | ---- | ---- | ---- | ---- | ---- | ---- | ---- | ---- | ---- | ---- | ---- | ---- |
| 1489 | 544  | 532  | 533  | 532  | 524  | 516  | 509  | 516  | 526  | 527  | 480  | 468  |

## Administració
| Període      | Nom de l'alcalde/-essa     | Partit polític | Data de possessió |
| ------------ | -------------------------- | -------------- | ----------------- |
| 1979 - 1983  |                            |                | 19/04/1979        |
| 1983 - 1987  |                            |                | 28/05/1983        |
| 1987 - 1991  |                            |                | 30/06/1987        |
| 1991 - 1995  |                            |                | 15/06/1991        |
| 1995 - 1999  |                            |                | 17/06/1995        |
| 1999 - 2003  |                            |                | 03/07/1999        |
| 2003 - 2007  | Miguel Ángel Gómez Vaquero | PSOE           | 14/06/2003        |
| 2007 - 2011  | Miguel Ángel Gómez Vaquero | PSOE           | 16/06/2007        |
| 2011 - 2015  | n/d                        | n/d            | 11/06/2011        |
| 2015 - 2019  | n/d                        | n/d            | 13/06/2015        |
| 2019 - 2023  | n/d                        | n/d            | 15/06/2019        |
| Des del 2023 | n/d                        | n/d            | 17/06/2023        |